# Budanj (Foča, BiH)
Budanj je naseljeno mjesto u općini Foča, Republika Srpska, BiH. Nalazi se sjeverno od obližnjih rudnika i ceste M18 Sarajevo - Trnovo - Foča.
Naselje je nastalo upravnim spajanjem dvaju naselja, Donjeg i Gornjeg Budnja 1962. godine (Sl.list NRBiH, br.47/62).

## Zemljopis
Desetak minuta od sela je spomenik prirode pećina Ledenjača. Pećina je stari ponor potoka Potoka koji ponire 40 m istočno od ulaza u pećinu. U pećini su nađeni ugravirani crteži datirani u brončano doba. Spomenikom prirode proglašena je 2015. godine.

## Stanovništvo
| Narod     | Popis 1961. | Popis 1971. | Popis 1981. | Popis 1991. |
| --------- | ----------- | ----------- | ----------- | ----------- |
| Hrvati    |             |             |             |             |
| Muslimani |             | 136         | 119         | 67          |
| Srbi      |             | 253         | 223         | 151         |
| ostali    |             |             | 1           | 6           |
| Ukupno    |             | 390         | 342         | 224         |